# Bathich
Bathich es un apellido de origen sirio, introducido en Chile por inmigrantes sirios que llegaron a Chile en el siglo XX, viajando fundamentalmente a ciudades como San Vicente de Tagua Tagua, La Calera y Quillota.

## Orígenes sirio
Familias Arbuch y Naduriye (Nadurie en Chile).Provenientes de la ciudad de Homs, Siria.Llegan a Chile el matrimonio compuesto,por Ibrahim Arbuch Salum y Yamila Basbus Jasso.Los primeros en llegar de la Familia Nadurie, fue Hanna Naduriye Naduriye (Nadurie en Chile) casado con Sargui Hachui Wehbbi,(Wipe en Chile).Destacándose ambas  familias como prominentes comerciantes en Chile.Unos de sus descendientes más destacado es Juan Arbuch Nadurie, Presidente de Alianza Árabe de Chile.  Familia Bathich (en árabe بطحيش) en Yabruz a 35 km de Aleppo (Halab o Aleppo, (en árabe مُحافظة حلب), Siria. Otros personajes de esa aldea son Monzer Al Kassar, Hafez al-Asad y los Yoma, parientes de Carlos Menem .
Estos Bathich vienen de la raíz árabe que significa hombre de pie plano. Los Bathich afirmaban que tener el pie plano era significativo de que eran una familia sagrada. Afirman que son descendientes de Mahoma, el profeta (nabi نبي) fundador del Islam. Su nombre completo en lengua árabe es Abu l-Qasim Muhammad ibn ‘Abd Allāh al-Hashimi al-Qurashi del que, castellanizando su nombre coloquial Muhammad (محمد), se obtiene Mahoma. Los varones de la familia siempre acompañan su nombre com Muhammad.

## Orígenes en Palestina
Los Bathish (en árabe بطحيش) de Nazaret, son una  conocida familia, con sus orígenes en Ehden en el norte del Líbano. Se apellidaban originalmente Yammine, cambiándoselo a Bathish cuando un miembro de la familia entra en bancarrota debido a su legendaria hospitalidad. Bat-heesh en árabe-palestino significa "el que no expulsa a nadie". Los Yammines arribaron a  Nazareth en 1620 como un grupo de colonos cristianos mandados por el Patriarca Maronita para repoblar de cristianos la ciudad, los que habían escapado de ella por las Cruzadas. Inicialmente maronitas, abjuraron de dicha fe cuando el Patriarca los sometió a impuestos abusivos, liderando un grupo del Clan Yammine a otras familias a convertirse en cristianos "latinos", v.gr católicos, que apoyaban al Papa. Muchos abandonaron Palestina en 1948 y en 1967 asentándose en los países vecinos durante la Nakba (árabe (النكبة) que significa "catástrofe" o "desastre", utilizado para designar al éxodo palestino (en árabe الهجرة الفلسطينية, Al-Hiŷra al-Filastiniya )